# 顾燮卿
顾燮卿（1884年—1943年）是一位中国医生。

## 生平
祖籍江苏省，先世游宦入蜀，定居成都。家贫当过钟表铺学徒，后到乐山学医。在成都行医，精于内妇儿科，擅长治疗温湿和麻疹，时与沈绍九、张子初、陆景廷并称为成都四大名医。
晚年常于成都武侯祠免费义诊。